# La Parota de Atijo
La Parota de Atijo är en ort i Mexiko.   Den ligger i kommunen Turicato och delstaten Michoacán de Ocampo, i den södra delen av landet, 260 km väster om huvudstaden Mexico City. La Parota de Atijo ligger 805 meter över havet och antalet invånare är 237.
Terrängen runt La Parota de Atijo är lite bergig. Runt La Parota de Atijo är det ganska glesbefolkat, med 25 invånare per kvadratkilometer. Närmaste större samhälle är Cuitzián Grande, 18,0 km nordost om La Parota de Atijo. I omgivningarna runt La Parota de Atijo växer huvudsakligen savannskog.